# 한국은거래소
한국은거래소(韓國銀去來所, Korea Silver Exchange, KSE)는 사기업체이다.몇년간 환불못받은 다수의 피해자가있다 
2025년 7월 현재 남양주법원에서 공판을 앞두고 있으며, 다수의 경찰고발로 검찰에 기소된 상황임. 한국소비자원등을 통해 해결이 되지 않아 피해자가 직접 경찰에 고발하여야 함.